# John Dunn (programmatore)
John Dunn (Filadelfia, 6 giugno 1943 – Fort Worth, Texas, 27 giugno 2018) è stato un programmatore, compositore e artista statunitense.

## Biografia
John Francis Dunn è stato uno sviluppatore di videogiochi e software in ambito artistico e musicale. Pioniere della Computer music e nell'Arte digitale sin dagli anni '70, quando ha combinato microcomputer e sintetizzatori, audio e video analogici. Ha creato diversi software di arte e musica, tra cui Lumena, MusicBox, SoftStep e altri. Ha anche scritto ed eseguito una varietà di composizioni di Musica elettronica nel corso della sua carriera. Si è laureato presso la School of the Art Institute di Chicago, dove ha conseguito un Master in Belle Arti, guidato dalla fondatrice di Generative Systems  Sonia Sheridan, (con cui successivamente ha collaborato), seguendo un corso di studi innovativo, dove gli studenti potevano generare, produrre già dagli anni ’70, lavori di arte con un approccio interdisciplinare, grazie all’utilizzo della nascente tecnologia: fotocamere, focopiatrici, termo fax, monitor video, generatori di frequenza.
Nel 1995, grazie a una borsa di studio di ricerca in ambito artistico di 2 anni dell'Università del Michigan ad Ann Arbor, Dunn ha rielaborato i concetti di base di algoritmi generativi e funzioni rappresentate da oggetti grafici interattivi simili a video giochi – in una produzione artistica algoritmica più completa che ha prodotto grafica e giochi di parole, nonché musica MIDI.
Ha anche fondato Time Arts, Inc. e Algorithmic Arts dal 1996.

## Carriera
Dopo la laurea, Dunn ha accettato un lavoro presso Atari, Inc. dove è stato uno dei primi sviluppatori di giochi dell'azienda. Nel 1978 ha programmato il videogioco per Atari 2600 Superman,  collegato all'omonimo film del 1978. Dunn ha progettato il gameplay, la grafica e ha scritto sia la storia che il manuale del gioco. 
Il suo lavoro su Superman ha attirato l'interesse dell'azienza produttrice di computer Cromemco. Nel 1980,  Dunn ha sviluppato il software SlideMaster di Cromemco, considerato il primo programma di pittura professionale per un microcomputer. SlideMaster ha utilizzato la scheda grafica Super Dazzler dell'azienda.
Dunn ha anche continuato a sviluppare un suo programma di arti grafiche chiamato EASEL.
Il software è stato inizialmente progettato per PC S-100 di Cromemco, e successivamente è stato portato su PC IBM.
Nel 1982 ha fondato Time Arts, Inc. a Glen Ellen, in California, per sviluppare ulteriormente il software EASEL. Il programma fu infine ribattezzato Lumena. Versioni aggiornate del software Lumena continuarono ad essere realizzate per tutti gli anni '80. È considerato uno dei software più importanti in termini di miglioramento delle capacità grafiche.
Dunn lasciò la sua attività alla Time Arts Inc. e si trasferì alle Hawaii alla fine degli anni '80.
Nel 1986 Dunn ha creato il software di musica elettronica MusicBox, e lo ha rilasciato come freeware nel Pubblico dominio.
A quel tempo, era l'unico software di musica elettronica del suo genere disponibile su piattaforme PC. Negli anni '90, Dunn ha fondato Algorithmic Arts, una società online che produce principalmente software di musica elettronica. 
Ha rilasciato una varietà di programmi software negli anni '90 e nei primi anni 2000, tra cui Kinetic Music Machine, SoftStep, BankStep e ArtWonk, che incorporavano produzione di arte visiva e design.
SoftStep era un sequencer MIDI basato su Windows e insieme un programma di composizione algoritmica.  ArtWonk, un altro programma di composizione algoritmica, implementava arte visiva e l'uso di funzioni matematiche, tramite l’inserimento di un codice derivante dal DNA.
Nel 1997 ha collaborato a netOper@ (con un suo brano di computer music dal titolo Collagen1), lavoro interattivo per il web, del compositore Sergio Maltagliati.

Kinetic Music Machine, SoftStep e BankStep erano tre dei programmi di Dunn in grado di eseguire musica dal disegno del DNA. La moglie di Dunn, la biologa Mary Anne Clark, ha contribuito, collaborando alla creazione di questi programmi.  Dunn e Clark hanno utilizzato sequenze sia di DNA che di proteine amminoacidiche come partiture musicali e  hanno scritto un articolo sul tema delle sequenze proteiche che possono suonare, appunto Musica dalla Vita, intesa come in origine quello che c’è scritto nel codice genetico: ("Life Music: The Sonification of Proteins") che è apparso nell'edizione di febbraio 1999 della rivista Leonardo.
In seguito è stata creata musica musica dal DNA di pipistrelli, vampiri, ricci di mare, muffe melmose e l'ormone sessuale umano.